# Poggio San Marcello
Poggio San Marcello là một đô thị ở tỉnh Ancona trong vùng Marche, nằm cách 35 km về phía tây nam của Ancona. Tại thời điểm ngày 31 tháng 12 năm 2004, đô thị này có dân số 763 và diện tích là 13,5 km².
Poggio San Marcello giáp các đô thị sau: Belvedere Ostrense, Castelplanio, Montecarotto, Rosora.